# ليام جيبسون
ليام جيبسون (بالإنجليزية: Liam Gibson)‏ هو لاعب كرة قدم بريطاني، ولد في 25 أبريل 1997 في Stanley, County Durham ‏ في المملكة المتحدة. لعب مع نادي غيتزهد.